# Cesare Bovo
Cesare Bovo (Róma, 1983. január 14. –) olasz labdarúgó, 2018 óta a Lecce hátvédje.

## Klubcsapatokban

### A kezdetek
Bovo az AS Roma utánpótlásában nőtt fel, a 2001–02-es szezonban csak egy kupameccsen lépett pályára: a 2002. január 8-án játszott Brescia-Roma (3–0) mérkőzésen.
2002-ben Mauro Rizzoért cserébe együtt közös tulajdonba vette a Lecce, ahol 2 évet töltött, az élvonalban 2003. október 5-én a Brescia ellen mutatkozott be (1–4). 2004. május 2-án az Inter Milan 2-1-es hazai legyőzésekor gólt lőtt, ez is közrejátszott, hogy a szezon végén megmenekültek a kieséstől. 2 bajnoki góljával megdöntötte addigi rekordját. 2004 júniusában a Roma 10 000 euróért visszaszerezte, Rizzo meg 40 000 euróért visszatért a Leccébe.